# Гілевич Ігор Ярославович
Гілевич Ігор Ярославович (нар. 1 лютого 1986, Синьків, Львівська область) — кандидат історичних наук, етнолог, історик, краєзнавець.

## Життєпис
- 1992—2003 роки — навчання у Синьківській ЗОШ ІІІІ ст.
- 2003—2008 роки — навчання на історичному факультеті Львівського національного університету імені Івана Франка за спеціальністю «етнологія».
- 2008—2009 роки — працював вчителем історії та українознавства Синьківської ЗОШ IV ступенів.
- 2008—2011 роки — навчання в аспірантурі на кафедрі етнології Львівського національного університету імені Івана Франка.
- З 2015 року — асистент кафедри етнології Львівського національного університету імені Івана Франка.
- З 2020 року — доцент кафедри етнології Львівського національного університету імені Івана Франка,

## Наукова та освітня діяльність
2012 року захистив кандидатську дисертацію на тему «Польові етнографічні дослідження Полісся України (друга половина ХХ — початок ХХІ століття)» (керівник — професор Михайло Глушко).
З 2012 року голова Радехівського районного краєзнавчого товариства імені Якова Миколайовича.
Учасник десяти етнографічних експедицій теренами Бойківщини, Полісся, Покуття, Гуцульщини та Волині, а також понад 50 наукових міжнародних, всеукраїнських і регіональних конференцій, у тому числі VІІІ, ІХ міжнародного конгресу україністів (Київ, 2013, 2018).
Автор понад 50 наукових праць, восьми енциклопедичних статей у «Encyclopedia. Львівський національний університет імені Івана Франка» (Львів, 2011. Т. І; 2014, Т. ІІ) та більше 20 публікацій на краєзнавчу тематику на сторінках районної та обласної преси.

## Наукові інтереси
історія української етнологічної науки, історія етнографічного дослідження Полісся та Волині, історико-етнографічне районування України, сімейна та календарна обрядовість українців, національні меншини в Україні, історія краєзнавчих досліджень на Радехівщині в ХІХ — на початку ХХІ століття, біографістика.

## Основні праці

### Окремі видання
- Гілевич І. Стан і перспективи історико-краєзнавчих досліджень на Радехівщині. — Львів, 2010. — 84 с.
- Гілевич І. Я. Польові етнографічні дослідження Полісся України (друга половина ХХ — початок ХХІ ст.): автореф. дис. на здобуття наук. ступеня канд. іст. наук: спец. 07.00.05 «Етнологія». — Львів, 2012. — 19 с.
- Гілевич І. Наукова та педагогічна діяльність Михайла Скорика у 1944—1947 роках // Історія та історики у Львівському університеті: традиції та сучасність (до 75-ліття створення історичного факультету): колективна монографія / за ред. Л. Зашкільняка та П. Сєрженґи. — Львів: Паіс, 2015. — С. 302—310.
- Гілевич І. Старий цвинтар у м. Радехів: історія та реалії сьогодення: історико-біографічний огляд. — Львів, 2015. — 38 с. (Праці Радехівського районного краєзнавчого товариства імені Якова Миколайовича. Т. ІІ).
- Гілевич І. Історія Радехівської парафії до 1944 р. // Дзьобан Т. Радехів. Історія міста: історичний нарис. — Львів: Каменяр, 2016. — С. 141—152.
- Гілевич І. Просвіта на Радехівщині: календар на 2019 рік / автор-упорядник Ігор Гілевич. – Львів, 2018. – 38 с. (Праці Радехівського районного краєзнавчого товариства імені Якова Миколаєвича. Т. 3).

### Збірники
- Спортивне життя Радехівщини: зб. стат. і мат лів / за ред. Ігоря Гілевича (гол. ред.), Андрія Рурки, Володимира Сироїда. — Львів: ЗУКЦ, 2012. — Вип. 1. — 382 с. [Праці Радехівського районного краєзнавчого товариства імені Якова Миколаєвича. — Т. І].

### Наукові статті
- Гілевич І. Баба-повитуха у селянському житті галицької Волині у ХІХ — першій половині ХХ ст. (За матеріалами зі с. Синькова та присілка Діброви Радехівського району) // Етнічна культура українців. — Львів: ЛНУ ім. І. Франка, 2006. — С. 247—265.
- Гілевич І. Мустафа Козакевич — дослідник традиційної архітектури українців Полісся та Волині // Народознавчі зошити. — 2008. — № 3-4. — С. 215—227. [Архівовано 5 грудня 2017 у Wayback Machine.]
- Гілевич І. Українська етнографічна наука у першому повоєнному десятилітті та польові дослідження Полісся // Вісник Львівського університету. Серія історична. — 2008. — Вип. 43. — С. 34-53.
- Гілевич І. Польові етнографічні дослідження Полісся України науковцями львівського скансену: історія, географія, тематика, результати та подальші перспективи // Актуальні проблеми вітчизняної та всесвітньої історії: зб. наук. пр.: наукові записки РДГУ. — Рівне, 2009. — Вип. 16. — С. 221—225.
- Гілевич І. Польові дослідження традиційної сімейної обрядовості поліщуків (друга половина ХХ — початок ХХІ ст.) // Наукові зошити історичного факультету Львівського університету: зб. наук. пр. — 2010. — Вип. 11. — С. 171—187.
- Гілевич І. «Регіональний історико-етнографічний атлас України, Білорусії та Молдавії» і польові дослідження в Україні (середина 1960-х — початок 1970-х рр.) // Народознавчі зошити. — 2011. — № 3. — С. 401—412. [Архівовано 5 грудня 2017 у Wayback Machine.]
- Гілевич І. Літопис синьківського футболу // Спортивне життя Радехівщини: зб. стат. і мат лів / за ред. Ігоря Гілевича (гол. ред.), Андрія Рурки, Володимира Сироїда. — Львів: ЗУКЦ, 2012. — Вип. 1. — С. 234—279. [Праці Радехівського районного краєзнавчого товариства імені Якова Миколаєвича. — Т. І].
- Гілевич І. Монастир, якого не було: до питання про чернечу обитель оо. василіан у селі Синькові на Радехівщині // Історико-культурні пам'ятки Прикарпаття та Карпат — важливі об'єкти в розвитку туризму: збірник мат-лів Всеукр. наук.-практ. конф. (Львів, 21–22 березня 2013 р.). — Львів, 2013. — С. 246—256.
- Гілевич І. Радехівщина та дивізія «Галичина»: джерелознавчо-історіографічний огляд краєзнавчої літератури другої половини 1980 х — початку 2000 х років // Брідщина — край на межі Галичини й Волині. Вип. 6 (Матеріали сьомої краєзнавч. конф., присвяченої 70 ій річниці створення української дивізії «Галичина», 19 квітня 2013 р.). — Броди: Просвіта, 2013. — С. 15–21.
- Гілевич І. Іван Дік та дослідження традиційної весільної обрядовості Радехівщини // Міфологія і фольклор. Загальноукраїнський науково-освітній журнал. — 2013. — № 2–3. — С. 100—111.
- Гілевич І. Життєвий і науковий шлях етнолога, історика та мовознавця Василя Пастущина (1889—1958) // Вісник Львівського університету. Серія історична. — 2013. — Вип. 49. — С. 245—272.
- Гілевич І. Польові дослідження російських і білоруських етнологів та етнолінгвістів на теренах Полісся України в 1945–1980-х рр. // Народознавчі зошити. — 2014. — № 1. — С. 38–47.
- Гілевич І. Я. Польові етнографічні дослідження історико-етнографічного регіону як об'єкт історіографічних студій // Мова і культура: зб. навук. арт. / рэдкал.: В. М. Касцючык ; пад. агул. рэд. Л. В. Леванцэвіч. — Мінск: РІВШ, 2014. — С. 54–57.
- Гілевич І. Невідомий отець Теодор Кизима (1903—1970) — священик, який вінчав крайового провідника Івана Климіва — «Легенду» // Брідщина — край на межі Галичини й Волині. Вип. 7 (Мат-ли восьмої краєзнавч. конф.). — Броди: Просвіта, 2014. — С. 117—124.
- Гілевич І. Михайло Скорик — етнолог, історик, фольклорист // Вісник Львівського університету. Серія історична. — 2014. — Вип. 50. — С. 206—243.
- Гілевич І. Основні господарські заняття поліщуків у наукових студіях другої половини ХХ — початку ХХІ ст. // Актуальні проблеми вітчизняної та всесвітньої історії: зб. наук. пр.: наукові записки РДГУ. — Рівне: Видавець О. Зень, 2014. — Вип. 25. — С. 170—173.
- Гілевич І. Родовід Юліана Павликовського // Гімназія в Бродах: від минувшини до відродження. — Броди, 2015. — Вип. 3: Мат-ли третьої наук.-теоретичн. конф., присвяченої 150-річчю створення гімназії. — С. 71–83.
- Гілевич І. З історії дослідження традиційного житлово-господарського будівництва волинян упродовж ХІХ — першої половини ХХ ст. // Актуальні проблеми вітчизняної та всесвітньої історії: зб. наук. пр.: наукові записки РДГУ. — Рівне, 2015. — Вип. 26. — С. 269—273.
- Гілевич І. Внесок Людмили Шевченко у підготовку двотомної колективної монографії «Українці» (1954 — початок 1960-х років) // Наукові зошити історичного факультету Львівського університету: зб. наук. пр. — 2015. — Вип. 16. — C. 102—120.
- Гілевич І. Комплексні Закарпатські експедиції другої половини 1940-х років: завдання, проведення та наукові результати // Українці й народи Центрально-Східної Європи: культура та історична спадщина: збірник наук. праць на пошану проф. М. Тиводара. — Ужгород: Карпати, 2015. — С. 319—337.
- Гілевич І. Міхал Броніслав Сокальський (1858—1929): життєвий шлях та краєзнавча спадщина // Брідщина — край на межі Галичини й Волині. — Броди: Просвіта, 2016. — Зб. 9: мат-ли десятої наук.-краєзнавч. конф. — С. 115—120.
- Гілевич І. Польові дослідження північних районів Київщини під час підготовки двотомної колективної монографії про Полісся (кінець 1970-х — початок 1980-х рр.): історія та наукові результати // Археологія і давня історія України. — 2016. — Вип. 3 (20). Дослідження Київського Полісся. — С. 187—196.
- Гілевич І. Від Кайзервальду до Шевченківського гаю — ґенеза похідних народних назв Музею народної архітектури та побуту у Львові // Музей народної архітектури і побуту у Львові — спадщина Митрополита Андрея Шептицького: мат-ли наук. конф. з нагоди 150-ліття від дня народження митрополита Андрея Шептицького (30–31 жовтня 2015 р. Б.). — Львів: Колесо, 2016. — С. 160—178.

- Гілевич І. Наукові студії Людмили Шевченко у повоєнний період: поліссєзнавчий аспект // Народознавчі зошити. – 2016. – Вип. 6. – С. 1377–1387.
- Гілевич І. Московський період діяльності карпатознавця Івана Симоненка (1943–1949 рр.) // Фортеця: збірник заповідника “Тустань”. – Львів: Простір-М, 2018. – Кн. 3. – С. 354–371.
- Гілевич І. Традиційна культура українців галицької Волині у працях Івана Франка  // “Я єсть пролог…”: матеріали Міжнародного наукового конгресу до 160-річчя від дня народження Івана Франка (Львів, 22–24 вересня 2016 р.): у 2 т. – Львів: ЛНУ ім. І. Франка. 2019. – Т. 1. – С. 218–235.
- Гілевич І. Постчорнобильські експедиції 1993–2018 років на тлі польових дослідженнях Полісся України другої половини ХХ – початку ХХІ ст. // Вісник Львівського університету. Серія історична. – Львів, 2019. – Спеціальний випуск: На пошану професора Романа Шуста / за ред. І. Підкови, Р. Сіромського, Р. Тарнавського. – С. 952–966.
- Гілевич І. Діяльність “Просвіти” на Радехівщині до 1939 р. // Наша спадщина (м. Львів). 2019. № 2. С. 9–19.
- Гілевич І. Церква св. Параскевії зі с. Стоянів у Львівському скансені: до історії перевезення храмів до музеїв під відкритим небом у радянський період // Проблеми збереження і популяризації культурної спадщини: формування музейних колекцій та зібрань : Збірник доповідей ІІІ Міжнародної науково-практичної конференції у Музеї народної архітектури і побуту у Львові імені Климентія Шептицького (25–26 вересня 2019 р.). – Львів : Нео Друк, 2019. – С. 29–42.
- Гілевич І. “Українці: історико-етнографічна монографія” // Енциклопедія історії України: Україна—Українці. ‒ Кн. 2 / Редкол.: В. А. Смолій (голова редкол.), Г. В. Боряк (заст. голови), Я. В. Верменич, В. Ф. Верстюк, С. В. Віднянський, В. М. Даниленко, Л. О. Зашкільняк, С. В. Кульчицький (заст. голови), О. Є. Лисенко, О. П. Реєнт, О. С. Рубльов (відп. секр.), О. П. Толочко, О. А. Удод, Л. Д. Якубова, О. В. Ясь; НАН України. Інститут історії України. ‒ К.: Наукова думка, 2019. ‒ С. 824–827.